# アリゾナ州会議事堂

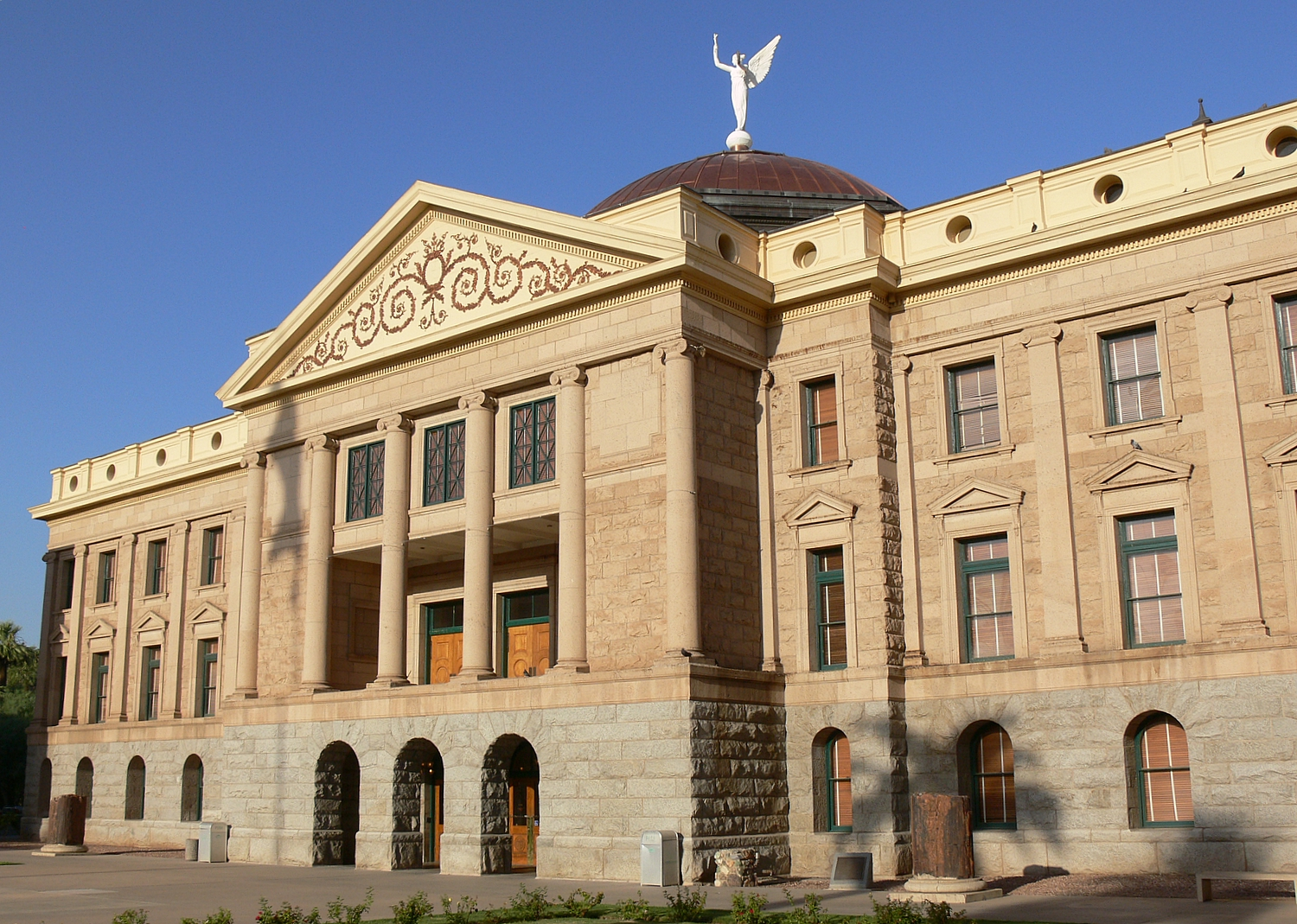
アリゾナ州会議事堂

アリゾナ州会議事堂（アリゾナしゅうかいぎじどう、Arizona State Capitol）は、アメリカ合衆国アリゾナ州の州都フェニックスに同州議会の議事堂として建てられた建物。州の立法機関であるアリゾナ州議会の上下両院の議場、および行政機関であるアリゾナ州知事室はいずれも近隣の建物に移転しており、現在ではアリゾナ州の初期から今日に至るまでの歴史に関する事物を展示するアリゾナ議事堂博物館（アリゾナぎじどうはくぶつかん、Arizona Capitol Museum）として維持されている。館内に展示されている展示物には、アリゾナ州のシンボル、歴史的な象徴物、自然史、州政府の果たしてきた役割、アリゾナの州昇格に至るまでのエピソード、戦艦アリゾナ、エドワード・S・カーティスによる写真などがある。この博物館は年間60,000人以上の来館者を集めており、そのうちの30,000人以上は学校の児童・生徒である。庁舎は国家歴史登録財に指定されている。
議事堂はアリゾナ準州時代、州昇格の準備が整っていることを連邦政府に示すためのデモンストレーションの一環として建てられた。庁舎の設計は公募の結果、ジェームズ・R・ゴードンによる、ミシシッピ州会議事堂の選に漏れた設計案を基にして設計したものが採用された。庁舎の建設に用いられた御影石やドームの銅は、すべて地元アリゾナ州産のものであった。また、議事堂はアリゾナ州の砂漠性の気候にあわせて、断熱性のある厚い石積みの壁で囲まれ、自然光が採光され、屋内の熱を逃がすために通風窓を備えた設計にされた。ドームの上にはサモトラケのニケに似せて制作された風向計が備えられた。この風向計はロタンダから自然光を通して見えるものであった。もとの設計では庁舎はより大きく、より卓越したロタンダを有し、両側に上下両院の議場を収容するための大きなウイングを備えたものであったが、予算不足のため、議事堂の規模を縮小せざるを得なくなった。議事堂は1898年に着工され、1901年に開庁した。その後1918年と1938年に行われた2度の増築により、床面積は開庁時の3倍になった。
アリゾナ州議会はこの議事堂を1960年まで、またアリゾナ州知事は1974年までこの議事堂を使用した。しかし、アリゾナ州の急激な人口増加によって議事堂内が過密状態になった上、庁舎の老朽化も進んだため、州議会の議場、州知事室ともそれぞれ、新しく建てられた建物に移転された。その後議事堂は改装され、1981年に博物館として開館した。1990年代には、議事堂をもとの設計に戻すため、300万ドルを超える費用を投じて改修が行われた。しかしこの際も予算不足のため、3階の数部屋の改修が中止され、未だに完了していない。
近年では、議事堂を再建・拡張し、博物館としての機能を残しながら、州議会の上下両院の議場や、移転した事務所のいくつかを戻す提案がなされている。フェニックスに隣接する郊外都市テンピにキャンパスを構えるアリゾナ州立大学は、議事堂の敷地と建物の全体的な再設計案を作成し、提言している。